# Janez Nanut
Janez Nanut, slovenski duhovnik, * 16. maj 1925, Brdo pri Slovenskih Konjicah, † 13. januar 2011, Senovo.

## Novomašno geslo
Prav rad bom vse žrtvoval, tudi samega sebe popolnoma žrtvoval za vaše duše.   (prim. 2 Kor 12,15)

## Življenjepis

### Nanutov rod - Stari trg pri Ložum
Rodbina Nanut  oz. oče Anton Nanut (*25.12. 1884 + 3.11. 1934) izhaja iz Notranjske – iz Starega trga pri Ložu.  Mama Marija Nanut, roj. Rak (*17.1. 1894 + 4.1. 1972) je bila doma iz Brda pri Slovenskih Konjicah. Zakoncema Nanut se je rodilo deset otrok, od katerih je ostalo 8 živih, dva pa sta umrla takoj po rojstvu. Otroci so: Frančiška, Marija (*23.1. 1922), Janez (*16.5.1925 +13.1.2011), Alojzij, Jožef, Franc, Ljudmila, Ivanka (*27.3. 1934); 
Oče Anton Nanut je bil 13 let v Združenih državah Amerike, v zvezni državi Minnesoti, kjer je delal v rudnikih železa. Njegov tretjerojenec Janez je kasneje kot duhovnik večkrat dejal: »Tudi jaz sem rudarjev sin!« V začetku leta 1918 se je Anton Nanut želel vrniti nazaj v Evropo. Ameriški prijatelji so mu prigovarjali, naj vendar ostane v ZDA, pa jih Anton zavrnil, češ da je ponosen na Avstroogrsko, ki je njegova urejena domovina. Ta mu je žal v letu vrnitve razpadla. Na ruševinah donavske monarhije je ob Antonovi vrnitvi nastala država SHS, sestavljena iz južnoslovanskih narodov, v kateri se je pričela v Sloveniji trajna gospodarska stagnacija, z vedno manj ekonomske svobode. Svoje ameriške dolarske prihranke je Anton ob nastanku nove države lahko zamenjal le v Beogradu, kjer je že pri sami menjavi skoraj tretjina premoženja splahnela in tam je bil tudi okraden.
Preko časopisnega oglasa si je nato kmalu kupil hišo in dva travnika ter gozd pri Slovenskih Konjicah. Tako je Nanutov rod prišel na Štajersko. Očeta Antona se je ob nakupu posestva prijel vzdevek »amerikanc«. Kmalu si je v bližnji vasici Brdo našel nevesto in se priženil na kmetijo Rak, po domače »Pri Štefeki«. Pridne roke obeh zakoncev Nanut so zgradile topel dom številnim otrokom. Oče se je dosledno držal svetopisemskega povabila za človekov ritem zdravega duha: »Šest dni delaj, sedmi dan pa počivaj!« Spoštovanje do nedelje si je pridobil v ZDA, kjer je neki slovenski izseljeniški duhovnik stalno opazoval tiste rudarje, ki so tudi ob nedeljah delali in jih glasno karal: »Le delajte, le delajte ob nedeljah, pa ne boste nič imeli!« In mnogi so zaradi njegovih opozoril opustili nedeljsko delo, med njimi je bil tudi Anton Nanut. V okolici Slovenskih Konjic je Nanutov oče veljal za domačega živinozdravnika, zdravil je z zelišči krave in svinje. Ob zimskih večerih je Anton na krušni peči ponosno pripovedoval svojim otrokom zgodbice iz svojega bogatega življenja po svetu. Pri Nanutovi družini so od otrok poklicno šolo obiskovali le trije: Milka, Micka in Janez. Starejša Micka je imela tudi talent za igro oz. gledališče. Sama je spisala tridejanko in v njej z veseljem sprejela sanjsko vlogo »primorske učiteljice«, ki pomaga v času med obema vojnama ohranjati slovenski jezik. Najmlajša Ivanka je ob svojih osnovnošolskih odličnih spričevalih dejala: »Ko bi bila le pri Bogu odlična!« Kot Janez, je tudi njegova najmlajša sestra predano služila cerkvi: polnih 48 let je vodila gospodinjstvo bratu duhovniku Janezu Nanutu na Senovem.

### Otroštvo in mladost Janeza Nanuta - Slovenske Konjice
Ko je bil Janez star dve leti, je potrgal na domači vrtni gredi vse narcise. In čeprav jih namenil za okrasitev domačega znamenja križa okoli Velike Noči, je bil od tete Neže grdo kaznovan. Krivična kazen ga je gnala proč od hiše. Zatekel se je pod neko oddaljeno jablano, saj tako majhen otrok ni razumel tetine reakcije, ko se mu je pa vendar zdelo, da je storil nekaj dobrega in plemenitega. Utrujen je pod tisto jablano zaspal. Tam so ga domači našli vsega prezeblega, načela ga pljučnica. Oče ga je v naglici odpeljal do konjiškega zdravnika, ki je staršem vzel vsako upanje. Temu otroku so štete ure. Zdravnik je Janeza poslal domov umreti. Pri večerni molitvi je bogaboječi oče Anton takole roteče prosil: »Nebeški Oče, pusti mi tega otroka pri življenju! Če bo postal duhovnik, bom dal zadnji rep iz štale in zadnje drevo iz gozda za njegovo novo mašo.« Čez nekaj dni se je čudežno mali Janez predramil. Vstal je iz zibelke in začel iz vžigalic, ki jih je družina že imela pripravljena za sveče za mrtvaški oder, sestavljati cerkev, zvonik se mu je pa vedno podrl. Sestra Micka je to dogajanje prva opazila in vsa presenečena stekla na polje, kjer so domači bili sredi največjih pomladanskih kmečkih opravil. Ko so jo od daleč zagledali, so vsi pomislili, da jim prihaja povedati, da je Janez mrtev. Pa je njeno veselje na obrazu sporočalo veselo novico, da njen brat živi, da se celo že igra. Čudežno ozdravljenje je očeta Antona spodbudilo, da je sina, Bogu v zahvalo, čez nekaj dni odnesel v Marijino cerkev na Brinjevo goro nad Zrečami. Janez je romal ob očetu v krilcu, kot vsi takratni majhni otroci. Kasneje pa, ko je Janez oblekel prve hlače, je doživel še težjo preizkušnjo, ko ga je tik pred utopitvijo sestra Micka rešila iz jame, v katero je po nesreči padel, potem ko se je v mraku vračal iz bolnišnice, koder je Nanutova mama Marija ravno izgubila prezgodaj rojenega otroka. Prelomni dogodek za družino Nanut pa je bila prerana smrt očeta, najmlajša hči Ivanka je bila takrat komaj položena v zibelko. Oče je umrl za posledicami meningitisa, ki ga je staknil v ameriških rudnikih železa.  Po očetovi smrti je za otroke skrbela tudi teta Neža. Ona se je nekako tudi zaobljubila, da je dolžna skrbeti za Janeza, ker ga je nekoč zaradi tistih narcis tako kaznovala, da si je vse dni svojega življenja to tudi sama sebi očitala in v sebi zaradi tega tudi trpela. Janez je osnovno šolo obiskoval v Slovenskih Konjicah. Nato ga je sestra Micka pripravila za sprejemne izpite in mu pomagala vstopiti v mariborsko gimnazijo. Šolanje mu je prekinila druga svetovna vojna. Da je lahko družina preživela, je bil primoran Janez se zaposliti v nemškem gradbenem podjetju, ki je gradilo cesto na Brdo. Prej je do Nanutove kmetije vodil le kolovoz. Veleposestnik Klemen, ki je podaril zemljo za novo cesto na Brdo, je ves čas vojne skrbel in materialno podpiral partizane. Le-ti pa so ga v zahvalo po koncu vojne še do danes iz neznanih razlogov ubili. Po 9. maju 1945 je veleposestnika Klemena čuval celo Janezov mlajši, takrat še mladoleten brat Jože v nekem partizanskem zasilnem priporu. Jože mu je predlagal, da naj vendar zbeži. Klemen pa mu je odvrnil, da ima čisto vest in da ni razlogov, da bi se bal za svoje življenje. »Saj sem za te ljudi, ki so me aretirali, zbiral ves čas vojne pakete, zato da so lahko oni preživeli«. Žal je naivno verjel v iskrene namene tistih, ki so po vojni prevzemali sodno oblast. Vseeno so ga partizani zverinsko umorili.
Nemci so na Brdo zgradili cesto. Kraj je končno zaživel in se je zaradi nove ceste začel hitro razvijati. Bližnja graščina Dolič je med vojno nenadoma zagorela, in sestra Ivanka je takrat poslala Janeza, naj pogleda, kaj se dogaja. Stopal je brez strahu mimo pogorišča, dokler ga niso ustavili nemški vojaki, pri katerih se je hotel izgovoriti, da je študent, in da namerava postati duhovnik. Janeza so vseeno odpeljali. Teta Neža je okarala najmlajšo Ivanko, češ brata si dala ubiti, ko si ga poslala v izvidnico. Naslednji dan so izvedeli, da je Janez v mariborskih zaporih. Nemško poveljstvo mu je očitalo, da je vselej zavračal mobilizacijo v nemško vojsko. Sestra Micka je namreč ob vsakem vpoklicu spisala prošnjo, da je Janez edini skrbnik družine, potem ko več niso imeli očeta. V konjiški cerkvi so tisti dan, ko je Janez pristal v nemškem zaporu trepetali in jokali. Čez nekaj dni je učitelj Hren spisal prošnjo za izpustitev in jo tudi dosegel. Pri Nanutovih je z Janezovo vrnitvijo zavladalo veliko veselje. Spet je hodil v službo na cesto, da je preživljal družino. Kot zanimivost pa se iz Senovega v tistem vojnem času prikradel v konjiške gozdove nečak od kanonika Mirta, partizan Slavko Mirt, ki je bil glavni krivec za tragedijo frankolovskih žrtev. Kot nekakšen Gavrilo Princip je umoril med Slovenskimi Konjicami in Celjem mladoporočenca: pomembnega nemškega vojaka in njegovo ženo, ki je bila Slovenka, hči takratnega konjiškega župana Radiča. Nemci so ob vse večjem partizanskem izzivanju grozili z maščevanjem nad civilnim prebivalstvom. Za vsakega nemškega vojaka so zagrozili, da bodo obesili sto slovenskih civilistov. Po umoru tega Nemca so držali besedo in partizani žal nisi niti z enim samim strelom tega krutega dejanja Nemcev preprečili. Varno so bili skriti pod vznožjem Konjiške gore. Nemci so obesili sto Slovencev, ki so bili zaprti v zaporu Stari Pisker v Celju in so bili po večini tudi na spisku nezaželenih oseb tudi na partizanski strani, zato v nobenem primeru smrti niso mogli uiti. Hoteli so obesiti še sto ljudi za umorjeno ženo nemškega vojaka, kar pa je preprečil njen oče, konjiški župan Radej, češ, ne morete se maščevati za njo, saj je bila Slovenka, in s tem preprečil še sto novih žrtev. Tudi tega župana so v zahvalo partizani zverinsko umorili. Radejeva umorjena hči je bila kot otrok Mickina sošolka. Med frankolovskimi žrtvami je bila tudi oseba iz Malega Kamna. Slavko Mirt je leta kasneje pomagal pri selitvi iz Brestanice na Senovo novopečenemu senovskemu župniku Janezu Nanutu, ki ga je v zahvalo čez mnogo let tudi cerkveno pokopal, čeprav se pogreba ni udeležil niti eden od njegovih partizanskih tovarišev.  

### Janez Nanut v bogoslovju in začetek duhovniške poti - Maribor - Prihova - Šoštanj
Gimnazijo je Janez po letu 1945 uspešno zaključil in se vpisal v bogoslovje. Po vojna komunistična oblast se je trudila Janeza pridobiti za udbovsko ovajanje v bogoslovju. Ker se je temu odrekel, mu je bilo prepovedano obiskovanje semenišča, in je imel povsod zaprta vrata. Konjiški arhidiakon Tovornik je posredoval pri škofu Držečniku, ki je naredil za Janez izjemo. Štiri leta je lahko študiral teologijo kar v domači zidanici, v Maribor pa je hodil le na izpite. Zadnji dve leti pa je bil v bogoslovnem semenišču, za oblast pa je bil čedalje bolj nezaželen. Mariborski škof Držečnik ga je posvetil v duhovnika na misijonsko nedeljo, skupaj še z Zalesnikom iz Savinske doline. In takoj po prazniku Vseh svetih je imel na nedeljo Kristusa Kralja Vesoljstva novo mašo v domači župnijski cerkvi v Slovenskih Konjicah. Po posvečenju je bil Janez Nanut poslan najprej za kaplana v župnijo Lovrenc na Pohorju. V tistem času, so v sosednji župniji Puščava komunistični fanatiki s sekiro umorili župnika Nadraha, strica kasnejšega stiškega opata. Tudi Janezu so zagrozili s smrtjo, če takoj ne odide iz tistih krajev, zato se je že po 14 dneh vrnil domov v Konjice, kjer je postal najprej kaplan in nato duhovni pomočnik, in bil tam do leta 1956. Konjiški arhidiakon Tovornik mu je zaupal poučevanje verouka po pohorskih župnijah in vodil je molitvene shode vednega češčenja. Nato je postal kaplan na Prihovi 1956. Takrat je bil na Prihovi ostareli župnik Kocijančič. Janez, njegov brat Jože in Doberško Tonček so napeljali prvo elektriko v cerkev, odstranili so iz vlažnih sten ves star omet in nanesli novega in stene prepleskali. Tudi dotrajano streho so prekrili. Vsak teden je moral na »duhovno obnovo« na UDBO v Maribor na zaslišanja. Vsakič je še je prej stopil v frančiškansko cerkev, kjer se je takrat še nahajal Slomškov grob in se je priporočal svetniku za pomoč v sili. Iz Oplotnice je hodil na Prihovo špicelj udbe. Ko ga je Janez po neki pridigi opazil, je dejal svojim faranom: »Ljubi Prihovčani, imam vam nekaj zelo važnega za povedati…imamo poslušalca pridige…« Vso zbrano občestvo se je ozrlo za zlonamernim gostom, ki je že bil pri odhodu na glavnih vratih cerkve. Tri leta je po lukšičevo špijoniral v prihovški cerkvi in pridno hodil poslušat Janezove iskrive pridige.
Leta 1956 je postal šoštanjski kaplan pri legendarnem župniku Jožetu Vesenjaku. Janez ga je izredno spoštoval in cenil. Vesenjaka je udba zaprla in ga tako ustrahovala in mučila, da je živčno zbolel. Vesenjak je prisilno vstopil v ciril-metodovsko društvo, ki ga je povojna komunistična oblast ustanovila zato, da bi duhovnike imela pod popolnim nadzorom. Janez je odločno zavračal vsako sodelovanje s tem društvom, ki je povzročalo velik razdor med duhovniki.

### Posavje in Janez Nanut - Rajhenburg/Brestanica
Kot kaplan je služboval v Šoštanju tri leta, nato je bil leta 1959 prestavljen za kaplana v Posavje, ki ga je s svojim duhovniškim delovanjem v naslednjih 62 letih neizbrisno zaznamoval. Ko so njegovi domači slišali, da odhaja v Rajhenburg, so najprej pomislili, da odhaja v Nemčijo. Šoštanjčani so še dolgo jokali za priljubljenim duhovnikom, ki ga je odlikoval tudi izjemen glasbeni talent. Nanut pa je še lep čas žaloval za »živim« Šoštanjem, saj je bila Brestanica v primerjavi s Šoštanjem pravo mrtvilo. Edino zadoščenje mu je ob prihodu pomenilo to, da je brestaniško baziliko Lurške Marije gradil njegov konjiški rojak Cerjak. V župniji Brestanica je Nanut poučeval verouk na petih mestih: pri sv. Kancijanu, pri sv. Antonu, v Brestanici, na Senovem in v Koprivnici. Vselej je imel seboj klavirsko harmoniko, ki se jo je naučil sam igrati v času bogoslovja, ko je hodil v glasbeno šolo klavirja k vaškemu učitelju Hrenu. S Hohnerjevo harmoniko veljal za nekakšnega cerkvenega Avsenika, še posebej, ko je zaigral pesem »Povsod Boga!« Na udbovskem zaslišanju v Novem mestu so mu očitali, da harmonika ne spada v cerkev. Odgovoril jim je: »Moje harmonike so zelo pobožne, igrajo le nabožne pesmi. Če ne bilo tako, bi me gospe, ki obiskujejo bogoslužje, že zdavnaj tožile na škofijo.« Kraje, kjer je poučeval verouk je obiskoval z mopedom po prašnih makadamskih cestah. Senovski knapi so mu dali vzdevek »rukzaker«. Na Blanci je nekoč imel prometno nesrečo. Zavarovalnica mu je za poškodbo izplačala znesek 800 tisoč dinarjev, kar je bilo takrat ravno vsota za novega fička. Namesto avtomobila je daroval ta znesek odškodnine za obnovo podružnične cerkve sv. Janeza Krstnika, ki je stala na Senovem pred osnovno šolo. Kupil je tudi nove klopi. Brat Jože jo je na novo ometal…Župnik Kolenko ga je dražil: »Jaz sem ustanovil že dve župniji, ti boš pa tretjo in boš njen župnik.« Kolenko je pokopan v Slovenskih Konjicah.  

## Ustanovitelj Župnije Senovo
Rudarski kraj Senovo se je v 20. stoletju naglo razvijal. Nobena vojna ni prekinila razvoja. Rastle so delavske kolonije kot gobe po dežju. Neka pobožna žena, Sinkučeva Pepa, ki je zaradi ene nedolžne šale o Titu preživela 6 mesecev v zloglasnem komunističnem ženskem zaporu v rajhenburškem gradu, je zelo zgodaj napovedala, da se bo nekoč ustanovila samostojna župnija Senovo. S to idejo se ukvarjal župnik Kolenko, v kaplanu Janezu Nanutu pa je videl človeka, ki bo to sposoben uresničiti in škofijo je o tem sproti obveščal.
1.1.1964 je mariborski škof Maksimiljan Držečnik ustanovil novo župnijo Senovo in za prvega upravitelja postavil Janeza Nanuta. Potreboval je gospodinjo, ki jo je našel doma med svojimi sestrami. Najprej je prosil najstarejšo sestro Micko. Mama pa je predlagala najmlajšo Ivanko, ki do 4 leta starosti ni niti shodila. Janez pa je rekel, da te noče, ker se mu bo še v fari poročila, in bo spet brez. Po nekem času je le pristal na to, vendar s pogojem, da Ivanka opravi gospodinjski tečaj oz. kuharsko šolo. Na jesen 1963 je prišla na Senovo za gospodinjo sestra Ivanka. Janez Nanut je v začetku stanoval v cerkvici, v čisto majhni sobi na vrhu zakristije, njegova sestra Ivanka pa pri družini Žlender. Za potrebe župnije je Nanut odkupil Lipovškovo hišo blizu cerkve, ki je bila nato spremenjena v župnišče. Sestra Ivanka je začela skrbeti za gredice, sama izkopala jarke za vodovod, začela urejati stezice, obrezovati živo mejo, posadila je vrtnice in je cvetelo kot v arboretumu Vovčji Potok. Iz šole so nemo opazovali to veličanstno urejeno okolico cerkve. Iz Radeč so prišli ocenjevalci kraja, ki so laskavi naziv za najbolj urejeno gredico želeli nameniti župnijski gospodinji Ivanki, toda ker je bila gredica cerkvena, se to žal ni zgodilo. Namesto tega so senovske žene gospodinji Ivanki kupile novo kolo. Zgodilo se je, preden so napeljali javni vodovod, da je gospodinja Ivanka prosila hišnika šole za vode za umivanje, ki bi jo drugače morala prinesti iz potoka. Prijazen hišnik ji je odvrnil: »Kaj vendar prosiš, vzami si jo!« Pa jo je zalotila ravnateljica Urbančičeva in jo grdo nahrulila, češ nič ne bo z vodo zate: »Cerkev je vendar ločena od države!« Ivanka je šla v cerkev in se v njej zjokala, nad nesprejetostjo, ki sta jo v začetku doživljala s svojim  bratom duhovnikom. 
Tisto leto so napeljali javni vodovod na Senovo. Nadzorni delavec je sporočil, da bo voda takoj, ko bo skopana razdalja 80m, globine 90 cm. Pogumno se je Ivanka Nanut sama lotila izkopa z motiko in lopato, in je od štirih zjutraj do desete zvečer uspela izkopati zahtevano razdaljo in globino. Kot edinega pomočnika ji je Bog nasproti poslal Draga Avsenaka, ki je edini duhovni poklic iz senovske župnije do danes, novomašnik leta 1975. Ko je pričakovala, da bo naslednji dan že voda v hiši, je nadzornik povedal, da se mora še skopati enaka razdalja do novega naselja, ki je rastlo poleg šole. Štirje možakarji so za enako razdalje v novo naselje potrebovali teden dni, da so jo izkopali. Tako je poleg krstne vode leta 1964 bil na Senovem napeljan tudi vodovod.
Na Senovem je bil dve leti kaplan Vlado Zupančič, ki rodom izhaja iz Brežic. Nanut je bil trikrat tudi upravitelj župnije Koprivnica (1965-1966; 1967-1972; 1973-1974).
Nato je prišlo do velikanskega cerkvenega projekta: izgradnje nove cerkve Vstalega Odrešenika na Senovem. Lokalno oblast in takratne šolnike je zelo motila cerkev sv. Janeza Krstnika, ki je stala ob šoli. Nanut je želel to cerkev širiti, pa so mu vedno zavrnili prošnjo za gradbeno in lokacijsko dovoljenje. Zato je bil pripravljen skleniti kravjo kupčijo z lokalnimi oblastniki, ki so imeli do njega rešpekt. Ponudili so mu naslednje: »Če podereš staro cerkev izpred šole, smo ti pripravljeni urediti vsa dovoljenja na novi lokaciji.« Lokacija se je ponujala ob rudniški železnici, na zapuščenem, močvirnatem zemljišču, ki ga je imel v lasti gostinec Miha Senica, bratranec kasnejšega premiera in finančnega ministra Andreja Bajuka. Njegov brat Jože Senica je bil proti prodaji zemljišča Cerkvi, medtem ko Miha je končno pristal na prodajo. Mati od obeh bratov bi celo podarila zemljišče, saj je veliko trpela pod komunizmom. Miha Senica je prejel pošteno plačilo za celotno zemljišče, kjer stoji danes cerkev, župnišče in parkirni prostori. Začela se je intenzivno gradnja nadomestne cerkve, za katero si je Janez prizadeval, da bi bila posvečena sv. Jožefu. Nanut je imel pomisleke zaradi škofa Grmiča, ki bi verjetno tega božjega ženina vedno izkoriščal za promocijo svoje mešanice med komunizmom in krščanstvom.
Zato je duhovnik Janez, preden se je odločil za zavetnika cerkve, odšel na duhovne vaje in po vrnitvi naznanil, da bo nova cerkev imenovana po Vstalem Odrešeniku. Glede dovoljenj je imel kasneje večje težave na škofiji kot pa na občini, saj je škofija zahtevala, da preden se prične gradnja, da je izdelana podrobna finančna konstrukcija. Vse mu je uspelo v rokih, saj je abrahamovsko zaupal v božjo previdnost. Po vsej Sloveniji je z duhovnikom Paničem iz Sv. Petra pod Sv. Gorami vodil ljudske misijone. Ob nedeljah pa je leta zbiral denar tako, da je nagovarjal in prosil za darove po Slovenije. Okrajni komunistični oblastniki so naredili vse, da bi proces izgradnje nove cerkve ustaviti že na samem začetku, toda Nanut je lokalne veljake držal za besedo, pa četudi so ga gledali morda s figo v žepu. Cerkev je bila zgrajena leta 1975. In ko je bila v njej bila prva maša, so se daleč daleč slišale znamenite Nanutove besede: »Kristus, zmagal si, cerkev stoji!« Te besede so postale pregovorne za nekoč rudarski kraj Senovo. 